# تیو کویک
تیو کویک (استونیایی: Tiiu Kuik؛ زادهٔ ۱۶ مارس ۱۹۸۷) مدل اهل استونی است. وی مدل بیش از ۵۰ شرکت و طراح همچون گوچی، شنل، لویی ویتون، ورساچه، جورجو آرمانی، پال اسمیت و رالف لورن بوده است.